# Vítor Pereira (football, 1953)
Pour les articles homonymes, voir Vítor Pereira.
Vítor Pereira, de son nom complet Vítor Manuel Pereira, est un footballeur portugais né le 18 janvier 1953 à Barreiro. Il évoluait au poste de milieu de terrain.

## Biographie

### En club
Formé au GD CUF,  Vítor Pereira découvre la première division portugaise en 1970,,.
Après six saisons passées au club, il est transféré au Boavista FC en 1976,,.
Lors de la saison 1979-1980, il est joueur du Sporting Espinho,,.
Il évolue ensuite une autre saison à l'AD Sanjoanense,,.
Transféré en 1981 au GD Quimigal son club formateur, il raccroche les crampons après la saison 1982-1983,,.
Il dispute un total de 163 matchs pour 1 but marqué en première division portugaise,. Au sein des compétitions européennes, il dispute 3 matchs en Coupe UEFA.

### En équipe nationale
International portugais, il reçoit deux sélections en équipe du Portugal, toutes les deux en amical. Le 3 avril 1974, il dispute un match contre l'Angleterre (match nul 0-0 à Lisbonne). Le 13 mai 2015, il joue une rencontre contre l'Écosse (défaite 0-1 à Glasgow).